# Partamaspates
Partamaspates – władca Partów ukoronowany na króla w 117 n.e. przez cesarza Trajana. W tym samym roku został wygnany przez swego ojca Osroesa I. Następnie został współwładcą Osroene.
Partamaspates był synem króla Partów Osroesa I, który po zdobyciu w 116 n.e. Ktezyfonu wycofał się na wschód by przygotować kontrofensywę. Działania wojsk partyjskich rozpoczęły się w listopadzie 116 n.e. atakiem na Mezopotamię od północy pod wodzą Mitrydatesa, brata Osroesa i Sanatrukesa, syna Mitrydatesa. Jednym z dowódców był też Partamaspates. Uderzenie powiodło się, pokonano w grudniu legata Mezopotamii Appiusza Maksymusa Santrę. Na tronie w Armenii udało się osadzić Mitrydatesa.
W tm czasie Rzymianie musieli zmagać się z powstaniami Żydów na nowopodbitych terenach państwa Partów oraz w samym Imperium Rzymskim. Luzjusz Kwietus, nowy legat Mezopotamii w miejsce Santry, podjął działania przeciw powstańcom, których pokonał w Edessie, a następnie zimą 117 n.e. zaatakował w Armenii siły Sanatrukesa, który zginął w bitwie. Rzymianom udało się pozyskać Partamaspatesa, który przeszedł z częścią wojsk na ich stronę.
Wobec trudności w utrzymaniu partyjskich zdobyczy, Trajan zdecydował się ukoronować wiosną 117 n.e. Partamaspatesa na króla Partów zależnego od Rzymu. Jednakże po wycofaniu się Trajana do Syrii i jego śmierci, Partamaspates szybko został usunięty z tronu jeszcze tego samego roku. Następca Trajana, cesarz Hadrian zaakceptował powrót Osroesa na tron partyjski, Partamaspates zaś otrzymał władzę nad Osroene. W Osroene rządził wspólnie z Yalurem do 122 n.e., a potem samodzielnie do 123 n.e.